# Axel Arndt

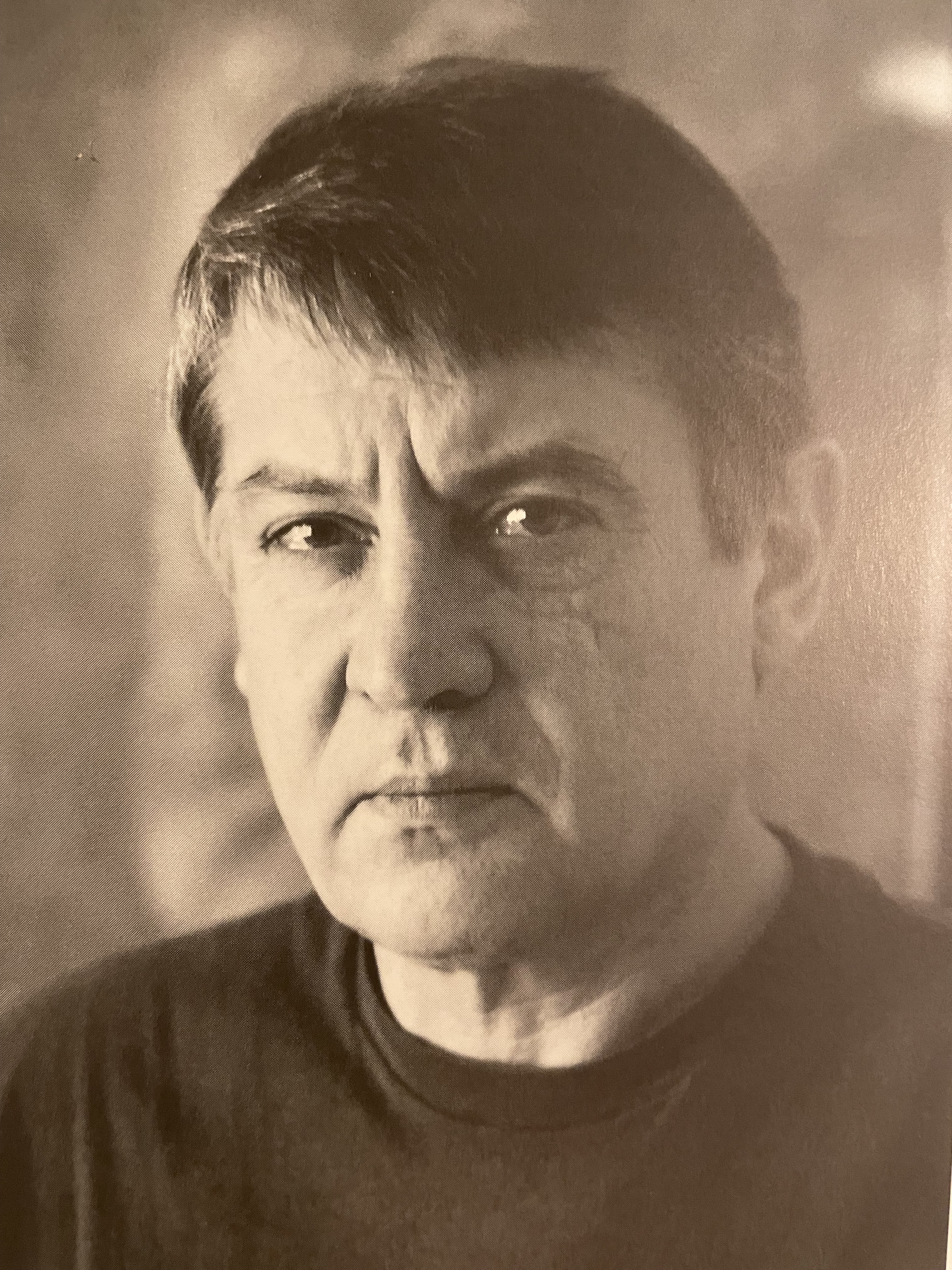
Axel Arndt (1941-98)

Axel Arndt (* 9. März 1941 in Berlin; † 4. Februar 1998 in Waiblingen) war ein deutscher Zeichner, Maler und Bildhauer des magischen Realismus. Die Aussage des Regisseurs Norbert Beilharz: „Axel Arndt ist ein Buchhalter der Apokalypse“ bezieht sich auf seine monumentalen dystopischen Landschafts-Szenarios. Er beschäftigte sich in seinem gesamten Künstlerleben immer wieder mit seiner Geburtsstadt Berlin.

## Leben
Axel Arndt wurde am 9. März 1941 In Berlin geboren und wuchs im Wrangelkiez im Stadtteil Kreuzberg auf. Schon als Zwölfjähriger zeichnete er leidenschaftlich. Im Alter von 15 Jahren meldete er sich vom Gymnasium ab und begann eine Lehre als Offsetdrucker.1959 zog er nach Stuttgart, wo er als Drucker arbeitete und sich autodidaktisch im Zeichnen und Malen weiter ausbildete. Von 1962 bis 1963 studierte er an der Freien Kunstschule Stuttgart bei Gerd Neisser und von 1963 bis 1965 an der Staatlichen Akademie der Bildenden Künste Stuttgart bei Heinz Trökes. Danach folgte er Heinz Trökes nach Berlin an die Hochschule der Bildenden Künste Berlin. Von 1967 bis 1968 lebte und arbeitete er zuerst in Durango/Colorado und dann in Aspen/Colorado. Bei seinem USA-Aufenthalt entstanden wichtige Werke. 1969 zog er nach Korb bei Waiblingen im Großraum Stuttgart. Dort behielt er seinen Wohnsitz – ab 1986 im eigenen Haus – lebenslang. Nach dem Erhalt des Villa Massimo-Preises war er 1973-74 Stipendiat der Villa Massimo in Rom. Weitere wichtige Schaffensorte waren ein 1978 eingerichtetes Atelier in seinem Geburtshaus in Berlin-Kreuzberg, Schlatt AI/Schweiz (im Hof von Jakob Manser), Puyvert bei Lourmarin im Luberon/Frankreich und Heilbronn, bedingt durch eine langjährige Freundschaft zur Familie Bruckmann. In den Städtischen Museen Heilbronn fanden auch bedeutende Einzelausstellungen seiner Werke statt. 1975 erhielt er einen Lehrauftrag an der Fachhochschule für Gestaltung in Pforzheim. Axel Arndt hat eine Tochter, die 1965 geboren wurde.
Er starb am 4. Februar 1998 in Waiblingen und wurde auf dem Friedhof in Korb beigesetzt.

## Werke (Auswahl)
- Strange Coast 1963–1969 - WV G53
- Küstenlandschaft 1964
- Ibiza 1964
- Verbrannter Felsen 1965 - WV G14

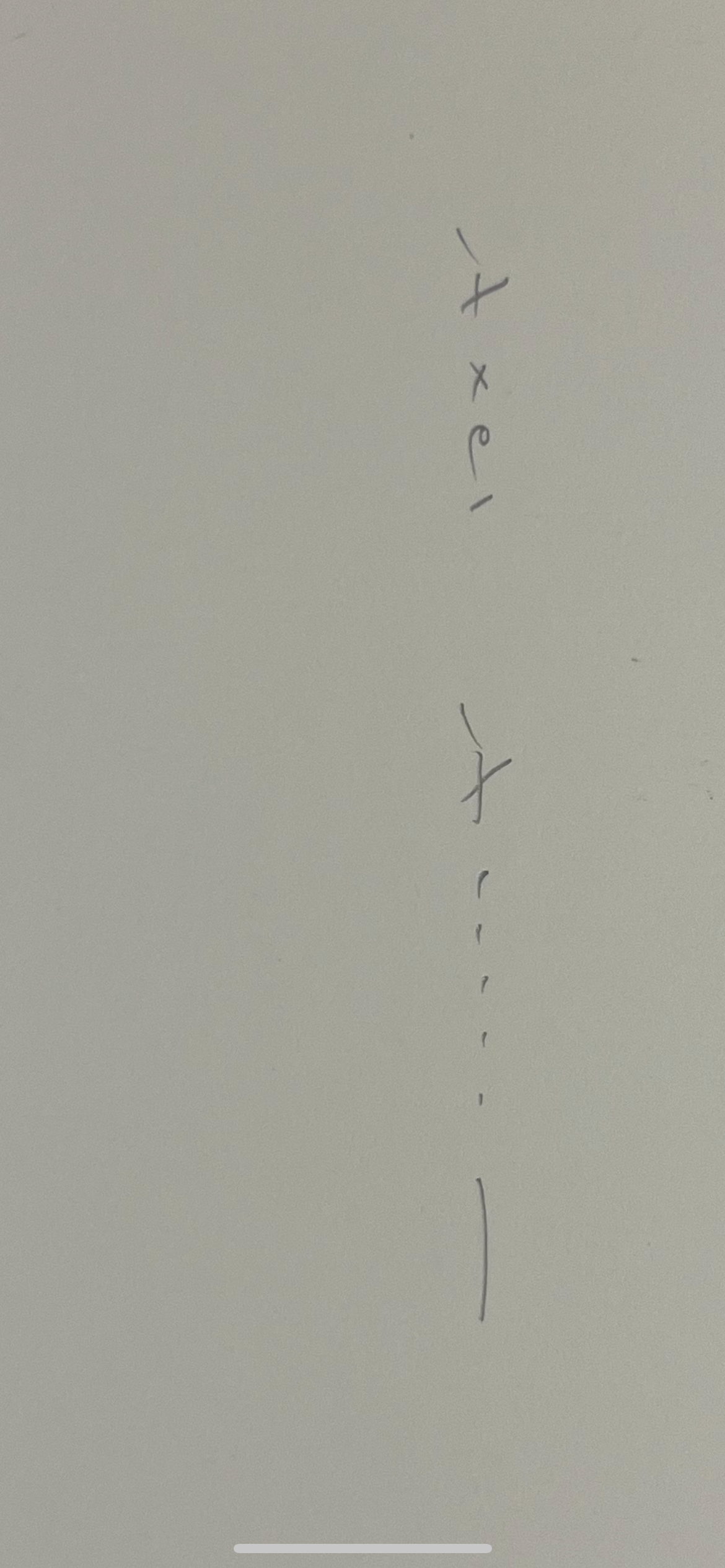
Signatur von Axel Arndt

- Griechisches Monument 1965 - WV G19
- Einsamkeit 1965 - WV G22
- Gestalten am Meer 1965 - WV G23
- Einsame Gestalt 1965
- Hafenstadt 1966 - WV G27
- Stadt am Hang 1967 - WV G30
- Stadt am Kanal 1967 - WV G34
- Computer Memorial II 1968 - WV G45
- Acid-Tank 1968
- Rote Stadt 1970 - WV G56
- Atlantis 1971 - WV G63
- Die Straße zum Hause Usher 1974 - WV G86
- Monument der Technik 1974 - WV G97
- Die Taborkirche in Kreuzberg 1983 - WV G146 - 40,1 × 34,0 cm
- Winternacht, Berlin 1983 - WV G148 - 35,5 × 27,0 cm
- Haus in Kreuzberg 1984 - WV G149 - 32,0 × 39,0 cm
- Heilbronn 1981 - WV G134 - 45,5 × 53,5 (Heilbronn, Städtische Museen der Stadt Heilbronn), 1981; Öl auf Leinwand[1]
- 2 Zyklen Berlin-Gemälde 1984-87
- Monument mit Vollmond 1988
- Kafkas Haus in Berlin 1992 - 37,0 × 73,0 × 47,0 cm - Skulpturenobjekt
- Christos Traum 1995

## Einzel-Ausstellungen (Auswahl)
- 1965 Schloß Darmstadt
- 1966 Galerie Bremer, Berlin
- 1966 Galerie Tangente München
- 1966 Galerie Maercklin, Stuttgart (kontinuierlich bis 1976)
- 1970 Rathaus Waiblingen
- 1971 Württembergischer Kunstverein Stuttgart (gemeinsam mit Moritz Baumgartl und Lude Döring / Bildung einer Kunst-Gruppe)
- 1972 Wilhelm Lehmbruck Museum Duisburg
- 1973 Kunstverein Heilbronn
- 1974 Galerie Hermanns, Fürstenfeldbruck
- 1975 Kunstverein Ulm
- 1976 Galerie Herzog, Ladenburg
- 1978 Galerie im Unteren Tor Bietigheim
- 1979 Kunstverein Bad Oeynhausen
- 1979 Galerie der Stadt Sindelfingen (gemeinsam mit Gunther Stilling)
- 1980 Galerie im Unteren Tor Bietigheim
- 1981 Kulturamt der Stadt Stuttgart
- 1982 Städtische Museen Heilbronn
- 1982 Kunstforum Heilbronn
- 1982 Galerie Dorn, Stuttgart (gemeinsam mit Gunther Stilling)
- 1983 Galerie im Unteren Tor Bietigheim
- 1985 Galerie Valentien, Stuttgart
- 1985 Kunstverein Ludwigsburg (gemeinsam mit Franz Sequenc)
- 1986 Kunst im Flüchtor Brackenheim e.V.
- 1987 Galerie Valentien, Stuttgart
- 1988 Galerie im Unteren Tor Bietigheim
- 1989 Galerie der Stadt Kornwestheim
- 1990 Galerie Bayer Bietigheim-Bissingen
- 1992 Galerie Bayer Bietigheim-Bissingen
- 1993 Stadt Nürtingen
- 1994 Städtische Museen Heilbronn
- 1997 Galerie Bremer Berlin
- 1999 Kreissparkasse Ludwigsburg „Axel Arndt - 1941–1998 . Rückblick auf ein Malerleben“
- 2001 Kreissparkasse Heilbronn „Axel Arndt - 1941–1998 . Monumente und Bilder der letzten Jahre“
- 2005 Städtische Museen Heilbronn „Axel Arndt . Das Skizzenbuch - eine Schenkung der Kreissparkasse Heilbronn“
- 2007 KMZ Schloss Glatt „Axel Arndt - Fantastische Malerei“
- 2011 Hirschwirtscheuer (Sammlung Würth) Künzelsau „Axel Arndt - Erinnerungen eines Schlafwandlers“
- 2022 Kulturhaus Schwanen, Stadt Waiblingen „Axel Arndt: Stadtlandschaften und Anderes“[2]

## Ausstellungs-Beteiligungen (Auswahl)
- 1965 - Kunstpreis Junger Westen, Recklinghausen
- 1965 - Große Münchner Kunstausstellung
- 1965 - Künstlerbund Baden-Württemberg
- 1967 - Kunstpreis Junger Westen, Recklinghausen
- 1968 - Galerie Fähre, Bad Saulgau
- 1969 - „Malerei des Surrealismus“, Hamburg
- 1969 - „Industrie und Technik in der deutschen Malerei“, Wilhelm Lehmbruck Museum Duisburg und Warschau
- 1970 - Deutscher Künstlerbund, Bonn
- 1970 - „Neue Sachlichkeit“, Galeria del Levante Milano, Mailand
- 1970 - 25. Jahresausstellung Im Rathaus Waiblingen
- 1975 - „50 Jahre Kunst in Württemberg“, Württembergischer Kunstverein Stuttgart
- 1978 - „Das kleine Format“, Galerie Waldenburg
- 1978 - „Art 78“, Basel (Galerie Valentien, Stuttgart)
- 1978 - „Sammlung Lütze II“, Kunstverein Esslingen
- 1978 - „Radierung ´78“, Hans Thoma Museum, Bernau / Kunstverein Schwetzingen / Städtische Museen Heilbronn
- 1978 - „Retrospektive Villa Massimo“, Staatl. Kunsthalle Baden-Baden / Saarlandmuseum, Saarbrücken / Kunsthalle Berlin / Staatliche Kunstsammlungen, Kassel
- 1981 - Kunstforum, Heilbronn
- 1981 - PES Galerie im Schloß, Haigerloch
- 1982 - „Künstler aus Baden-Württemberg arbeiten in Rom – Deutsche Akademie Villa Massimo 1957-1982“, Vertretung des Landes Baden-Württemberg, Bonn / Städtische Museen Heilbronn

## Werkverzeichnis
- Das Werkverzeichnis der Gemälde von Axel Arndt wurde von Dagmar Bruckmann von WV G235 bis WV G255 ( Arndts letztem vollendeten Gemälde ) fortgeführt. Diese Gemälde sind dokumentiert im Ausstellungskatalog „Axel Arndt, 1941 -1998, Monumente und Bilder der letzten Jahre“ (Kreissparkasse Heilbronn in Zusammenarbeit mit den Städtischen  Museen Heilbronn, 2001). Das von  Dagmar Bruckmann erarbeitete Werkverzeichnis G1 bis G234, welches von G1 bis G71 auf der Erarbeitung von Dieter Hannemann im Jahr 1972 für den Ausstellungskatolog des Wilhelm-Lembruck Museums Duisburg basiert, ist in dem Ausstellungskatalog „Axel Arndt - Gemälde/Skulpturen 1963-94“ der Städtischen Museen Heilbronn von 1994 enthalten.

## Zitate (Auswahl)
- „Der Klang der Oberflächenverspannung, also die Distanz von einem Punkt zum anderen, müssen mit der illusionistischen Tiefenspannung, die durch Farbe und Perspektive entsteht, einen neuen Klang ergeben, dessen Harmonie eigene Qualitäten hat.“ Axel Arndt 1971 (Katalog Wilhelm Lehmbruck Museum)
- „Meine Arbeit soll der schnellebigen oberflāchlichen Zeit widersprechen. Aus diesem Grunde habe ich eine der āltesten Techniken gewāhlt. Sie kōnnen das als einen konservativen Protest ansehen.“ Axel Arndt 1971 (Katalog Sammlung Wūrth 2011)
- „Axel Arndt ist ein Buchhalter der Apokalypse“, Norbert Beilharz (Regisseur und Filmemacher)
- Peter Härtling veröffentlichte 2000 in seinem Gedichtband „Ein Balkon aus Papier“ mehrere Gedichte und einen Nachtrag auf seinen Künstlerfreund Axel Arndt: „Mit Kinderhand Häuser malen. Da schaukelt ein Zimmer in der Luft und im Kanal treiben Fassaden. Berlin, sagt der Maler, es wächst sich mir aus: wo immer ich einziehe, bin ich schon gewesen. …“